# Kirsi Heikkinen
Kirsi Heikkinen (født 26. september 1978) er en finsk fodbolddommer. Hun har blandt andet dømt EM i fodbold for kvinder 2009 hvor hun dømte kvartfinalen mellem Holland-Frankrig og semifinalen mellem Tyskland-Norge. 
Ved EM i fodbold for kvinder 2013 deltog hun også som dommer.